# Temazepam
Il temazepam (nella fase sperimentale conosciuto anche con la sigla SaH 47-603) è un farmaco ipnotico della classe delle benzodiazepine a media durata d'azione impiegato nel trattamento di forme di insonnia a breve termine.

## Storia
Temazepam fu sintetizzato per la prima volta nel 1964, ma entrò in uso solo nel 1969 quando furono evidenti le sue proprietà nel contrastare l'insonnia. Negli anni '80 temazepam fu uno degli ipnotici più popolari e ampiamente prescritti sul mercato farmaceutico.

Curiosamente l'aviazione degli Stati Uniti approvò temazepam come uno degli ipnotici cui gli aviatori ed il personale in servizio poteva ricorrere lecitamente per dormire adeguatamente prima di una missione che richiedeva prontezza di riflessi. L'aviazione stabilì anche delle "prove a terra" prima di concedere l'autorizzazione ad utilizzare il farmaco in una situazione operativa.

## Farmacodinamica
Temazepam è una benzodiazepina che possiede proprietà ansiolitiche, sedative ed ipnoinducenti. Il farmaco è anche dotato di proprietà muscolo-rilassanti ed anticonvulsivanti. È uno dei metaboliti attivi di un’altra benzodiazepina comunemente utilizzata per gli stessi scopi, il Diazepam. Il composto esercita i suoi effetti terapeutici grazie alle sue proprietà di agonista del recettore delle benzodiazepine, in particolare il recettore GABA A. L'azione di temazepam su questo recettore aumenta l'effetto del neurotrasmettitore GABA (acido γ-amminobutirrico) e comporta effetti quali sedazione, difficoltà motorie, atassia, rilassamento muscolare, ansiolisi ed effetti anticonvulsivanti. 
Dai risultati di uno studio, si è evidenziato che somministrato poco prima di un intervento chirurgico, temazepam comporta una riduzione dei livelli di cortisolo nei pazienti anziani. Nel ratto, il composto innesca il rilascio di vasopressina nel nucleo paraventricolare dell'ipotalamo e diminuisce il rilascio di ACTH in condizioni di stress e ciò potrebbe contribuire alle sue proprietà farmacologiche anche nell’uomo.

## Farmacocinetica
Dopo somministrazione orale temazepam è ben assorbito dal tratto gastroenterico. La biodisponibilità si aggira infatti tra il 90 ed il 100%. La concentrazione plasmatica massima (Cmax) viene raggiunta in genere entro 50 minuti.
Lo steady state (stato stazionario) viene raggiunto entro tre giorni dalla assunzione di dosi multiple e scarsa è la tendenza all'accumulo del farmaco o dei suoi metaboliti.

Il legame con le proteine plasmatiche è approssimativamente intorno al 96%.

Il composto è metabolizzato nella ghiandola epatica, in parte con il coinvolgimento dell'isoenzima CYP3A4, dove viene in gran parte coniugato all'acido glucuronico. Una piccola percentuale di farmaco (5% circa) è demetilata ad oxazepam.

L'emivita di eliminazione è di circa 8 ore (range 7-11 ore).
L'eliminazione dall'organismo avviene per l'80% attraverso l'emuntorio renale in gran parte in forma coniugata.  Solo una piccola quota (12% circa) viene eliminata attraverso le feci.

## Tossicologia
Negli studi sperimentali su animali (topo e ratto) temazepan ha dimostrato una tossicità acuta, misurata come DL50 pari a 980 e 2800 mg/Kg peso corporeo, rispettivamente, quando somministrato per via orale.

## Usi clinici
Temazepam viene prescritto nel trattamento a breve termine di alcuni disturbi del sonno. È un farmaco ipnotico-sedativo ed è efficace nell'aumentare il tempo di sonno e nel ridurre i risvegli durante la notte. Il farmaco,  similmente ad altri composti simili, ha lo svantaggio di alterare l’architettura del sonno.
L'associazione di trattamenti farmacologici e non farmacologici per la gestione del sonno assicura miglioramenti di lungo periodo nella qualità del sonno, anche quando venga interrotta l'assunzione dell'ipnotico.

## Effetti collaterali e indesiderati
Effetti avversi tipici delle benzodiazepine ipnotiche sono in relazione alla depressione del sistema nervoso centrale ed includono la tendenza alla sonnolenza durante il giorno, riduzione della vigilanza, stato di confusione mentale, stancabilità, atassia, diplopia, cefalea, sensazioni vertiginose, debolezza muscolare. Questo tipo di fenomeni è particolarmente evidente nelle fasi iniziali della terapia.
Come altre benzodiazepine è in grado di indurre fenomeni di tolleranza, dipendenza e fenomeni d’astinenza, specie quando viene interrotto bruscamente e dopo un utilizzo prolungato a dosi elevate. Per questo ne è raccomandato l’uso solo per brevi periodi.

## Controindicazioni
Il farmaco è controindicato nei soggetti con ipersensibilità individuale nota al principio attivo, alle benzodiazepine in genere oppure ad uno qualsiasi degli eccipienti della formulazione farmaceutica.

È inoltre controindicato in caso di miastenia gravis, insufficienza epatica, insufficienza respiratoria di grave entità, sindrome da apnea notturna. Non deve essere somministrato ai bambini.

## Dosi terapeutiche
La durata del trattamento deve essere individualizzata e la più breve possibile. Negli adulti il dosaggio consigliato si aggira tra i 10 ed i 20 mg al giorno. Solo in situazioni particolari la dose può essere aumentata a 30–40 mg. Nei soggetti anziani è consigliato assumere dosaggi ridotti, normalmente 10 mg al dì. Anche i pazienti con funzionalità epatica alterata debbono assumere dosaggi inferiori alle dosi standard.

## Gravidanza e allattamento
Non esistono dati sicuri ed affidabili sull'utilizzo di temazepam sufficienti per valutarne il profilo di sicurezza d'impiego in donne in stato di gravidanza e che allattano al seno.

Temazepam non dovrebbe essere somministrato durante il primo trimestre di gravidanza. Successivamente, l'impiego del farmaco, così come quello di altre benzodiazepine, deve avvenire solo in caso di effettiva necessità e dopo attenta valutazione del rapporto fra benefici clinici effettivi e rischi potenziali per il feto, generalmente evitando dosi elevate e un uso prolungato.
Certamente il temazepam oltrepassa la barriera placentare e, come noto, l'assunzione cronica di benzodiazepine in corso di gravidanza può comportare lo sviluppo di dipendenza fisica nel neonato e comportare il verificarsi di una sindrome da astinenza nella fase postnatale.
Qualora il farmaco sia assunto durante l'ultimo periodo di gravidanza è possibile che si verifichino effetti dannosi sul nascituro quali ipotermia neonatale, sedazione, ipotonia (sindrome del bambino di pezza), riluttanza a succhiare e depressione respiratoria moderata.

La Food and Drug Administration ha inserito il temazepam in classe X per l'impiego in gravidanza. Tale classe comprende i farmaci i cui studi hanno evidenziato lo sviluppo di anomalie fetali sia nell'animale che nell'uomo e i farmaci che, in base all'esperienza sull'uomo, aumentano il rischio di anomalie fetali. I farmaci appartenenti alla classe X sono controindicati in donne che sono o che potrebbero essere in gravidanza, poiché i rischi derivanti dall'uso del farmaco sono maggiori dei possibili benefici.
Temazepam, come altre benzodiazepine, viene escreto nel latte materno. Il farmaco viene metabolizzato prevalentemente tramite glucuronazione e proprio questa via metabolica, alla nascita, ha un'efficienza pari solo al 10-20% rispetto a quella di un adulto. La sua assunzione da parte di madri che allattano al seno è pertanto controindicata.

## Avvertenze
Il profilo di sicurezza e di efficacia di temazepam non è stato stabilito in età pediatrica. Per questo motivo non dovrebbe essere utilizzato in soggetti con meno di 18 anni di età.

La somministrazione di benzodiazepine richiede particolari precauzioni quando viene utilizzata in persone anziane, alcolisti, individui dipendenti da sostanze psicoattive, e soggetti con co-morbidità di tipo psichiatrico. Temazepam, come altre benzodiazepine e farmaci ipnotici diversi dalle benzodiazepine, altera l'equilibrio del corpo e la stabilità dei movimenti e della marcia in individui che debbono svegliarsi di notte o il mattino presto. Sono state infatti riportate frequentemente cadute e fratture dell'anca. L'associazione dei temazepam ed alcool aumenta la frequenza di questo tipo di problemi.

Lo sviluppo di una tolleranza parziale, ma incompleta, amplifica la possibilità di questi disturbi. In pazienti anziani o molto malati si deve ricorrere alla minima dose efficace, in quanto vi è il rischio di episodi di apnea notturna e/o arresto cardiaco. Questo rischio aumenta quando temazepam è somministrato in concomitanza con altri farmaci che deprimono il sistema nervoso centrale.